# ФК „Две могили“
ФК „Две могили“ е български футболен отбор от едноименния град Две могили. До края на сезон 2008-2009 г. носи името ФК „Филип Тотю“, кръстен на местния герой – войводата Филип Тотю. Освен това име през годините отбора се е казвал и Динамо (Две могили). Домакинските си мачове отборът играе на стадион „Филип Тотю“ в Две могили, който е с капацитет от 800 седящи места. Състезава се във Североизточната В група. Цветовете на отбора са бяло и зелено като домакинският екип е бял, а този за гостуванията – зелен.
През сезон 2009-2010 отбора достига до финала на за купата на Аматьорската футболна лига, който е загубен от Равда с 0:1. Срещата е играна на градския стадион в Сливен.
През сезон 2008-2009 отбора завършва на 10 място в Североизточната В група, а през сезон 2009-2010 на 3-то място на Североизточната В група.
ФК Две могили има още и детски и юношески състави.